# Enrique Bárcenas de la Banda
Enrique Bárcenas de la Banda (Aranjuez, 5 de junio de 1973) es un exjugador de baloncesto, que ocupa la posición de ala-pívot. Jugaba en el Club Baloncesto Illescas de la liga LEB Plata.

## Biografía
Formado en la Cantera Maristas Madrid y Fuenlabrada, llegó a jugar varias campañas en la ACB con el MMT Estudiantes (1995-99) para pasar posteriormente al CB León en la 99-2000.
En el año 2000 recalaba en CB Villa Los Barrios de liga LEB para un año más tarde incorporarse a Universidad Complutense de la misma categoría. Su mayor etapa como profesional del baloncesto la pasaría en CB Murcia entre 2002 y 2006. Dos ascensos a ACB (uno de ellos como campeón), una Copa Príncipe y una campaña en la mejor liga del baloncesto continental fueron sus logros.
La temporada 2006-07 fue su última temporada en LEB, en las filas del UB La Palma. A partir de ese momento recaló en liga EBA junto a Rafael Monclova y Miguel Ángel Martín Fernández en las filas de Fundación Adepal Alcázar, llevándolo hasta la LEB Bronce gracias a 12,9 puntos, 6 rebotes y 2,4 asistencias por partido.
En 2009 firmaría con el Club Baloncesto Illescas de la liga LEB Plata.